# Universität Karthago
Die Universität Karthago (arabisch جامعة قرطاج, DMG Ǧāmiʿat Qarṭāǧ, französisch Université de Carthage) ist eine staatliche Universität im tunesischen Karthago.

## Geschichte
Die Gründung der Universität erfolgte 1988 unter Zine Ben Ali, dem damaligen Präsidenten Tunesiens. Damit ist sie die drittälteste Hochschule des Landes, nach der bereits im achten Jahrhundert errichteten Universität Zitouna und der 1960 gegründeten Universität Tunis. Während der Revolution in Tunesien zwischen 2010 und 2011 gingen zahlreiche Studentenproteste von der Universität aus, woraufhin sie kurzzeitig geschlossen wurde.
Ihr Campus liegt im modernen Karthago, einem Vorort der tunesischen Hauptstadt Tunis und unweit des Künstlerdorfes Sidi Bou Said. Mit etwa 48.000 Studenten sowie Außenstellen in Bizerte und Nabeul ist sie die größte Bildungseinrichtung im Ballungsraum von Tunis, zu dem vier weitere staatliche Hochschulen zählen. Gelehrt wird in arabischer, französischer und teilweise auch englischer Sprache.

## Gliederung
Es gibt drei Fakultäten mit zwanzig Instituten und Graduiertenkollegs sowie zwölf Aninstitute.

### Fakultäten
- Fakultät für Rechts-, Politik- und Sozialwissenschaften (Faculté des sciences juridiques politiques et sociales)
- Fakultät für Regionalwissenschaften (Faculté des sciences régional)
- Fakultät für Wirtschaftswissenschaften (Faculté des sciences économiques et de gestion)

### Institute (Auswahl)
- Nationales Institut für Architektur und Stadtplanung (École nationale d'architecture et d'urbanisme)
- Nationales Institut für Ingenieurswesen (École nationale d'ingénieurs)
- Polytechnisches Institut (École polytechnique)
- Kaufmännisches Institut (Institut des hautes études commerciales)
- Institut der Schönen Künste (Institut des beaux arts)
- Spracheninstitut (Institut supérieur des langues)
- Graduiertenkolleg für Statistik und Marktforschung (École supérieure de la statistique et de l'analyse de l'information)
- Graduiertenkolleg für Technologie und Informatik (École supérieure de technologie et d'informatique)
- Graduiertenkolleg für audiovisuelle Medien und Film (École supérieure de l'audiovisuel et du cinéma)